# Andy Powell
Andy Powell, (Stepney (Londen), 19 februari 1950) is een Britse zanger/gitarist die sinds 1969 deel uitmaakt van de rockband Wishbone Ash. Hij was medeoprichter en is sinds 1995 het laatst overgebleven originele lid.

## Biografie
Andy Powell begon op zijn elfde jaar gitaar te spelen, waarbij hij beïnvloed werd door rock en beat bands zoals The Shadows. Latere invloeden zijn de gipsyjazz van gitarist Django Reinhardt, bluesgitarist Albert King en Richard Thompson (voormalige gitarist van Fairport Convention). Powell had onvoldoende geld om een nieuwe gitaar te kopen en daarom maakte hij zelf eentje en begon te spelen in bands als The Dekois en The Sugar Band. In 1968 las hij een advertentie in het tijdschrift Melody Maker, waarin bassist Martin Turner en drummer Steve Upton een gitarist zochten voor een nieuw te vormen band. Omdat er twee geschikte kandidaten reageerden op die advertentie (Andy Powell en Ted Turner) besloten ze om een groep te formeren met twee sologitaristen. Deze band werd Wishbone Ash genoemd. Door het samenspel van de twin sologitaren heeft de band een heel eigen geluid waarbij swingende rock wordt afgewisseld met rustige, melodieuze stukken.
De drie eerste studioalbums Wishbone ash (1970), Pilgrimage (1971) en Argus (1972) worden in het algemeen als hun beste platen beschouwd, met Argus als het meest succesvolle album. Die plaat bereikte een derde plaats in de Britse albumlijst en werd door de tijdschriften Melody Maker en Sounds gekozen tot het beste Britse album van het jaar. Ook de concerten van de band waren erg succesvol, wat resulteerde in het livealbum Live dates (1973).
Na een aantal jaren vonden de eerste bezettingswisselingen plaats, die er uiteindelijk toe leidden dat Andy Powell het enige overgebleven bandlid was. Hij besloot om de groep opnieuw op te richten, met andere muzikanten die door hem ingehuurd werden. De zeggenschap kwam bij hem te liggen. In 1998 eigende Andy Powell zich het alleenrecht toe van de bandnaam Wishbone Ash. Martin Turner was woedend en richtte Martin Turner's Wishbone Ash op. In 1998 nam Wishbone Ash samen met muziekproducent Mike Bennett twee albums op die sterk afweken van de reguliere muziek van de band. De albums Trance visionary en Psychic terrorism bevatten dancemuziek en kunnen beschouwd worden als soloprojecten van Andy Powell. De fans van Wishbone Ash konden hier maar weinig begrip voor opbrengen, in de technoscene werd wel enthousiast gereageerd.
Tot heden treedt Wishbone Ash regelmatig op in Engeland, de Verenigde Staten en het vasteland van Europa. Het meest recente studioalbum van Wishbone Ash, getiteld Blue horizon dateert uit 2014. De band bestaat (naast Andy Powell) uit bassist Bob Skeat, drummer Joe Crabtree en gitarist Mark Abrahams.

## Discografie

### Studioalbums
- Wishbone Ash (1970)
- Pilgrimage (1971)
- Argus (1972)
- Wishbone Four (1973)
- There's the rub (1974)
- Locked in (1976)
- New England (1976)
- Front page news (1977)
- No smoke without fire (1978)
- Just testing (1980)
- Number the brave (1981)
- Twin barrels burning (1982)
- Raw to the bone (1985)
- Nouveau calls (1987)
- Here to hear (1989)
- Strange affair (1991)
- Illuminations(1986)
- Trance visionary (1998)
- Psychic terrorism (1998)
- Bare bones (1999)
- Bona fide (2002)
- Lost pearls (2004)
- Clan destiny (2006)
- First Light (2007)
- The Power of Eternity (2007)
- Elegant Stealth (2011)
- Blue Horizon (2014)

### Livealbums
- Live in Memphis (1972)
- Live Dates (1973)
- Wishbone Ash Live in Tokyo (1979)
- Live Dates 2 (1980)
- Hot Ash (1981)
- Wishbone Ash BBC1 Live in concert (1991)
- The Ash in Chicago (1992)
- Live in Geneva (1995)
- Live at the BBC (1995)
- Live Timeline (1997)
- The king will come-live (1999)
- Live Dates 3 (2001)
- Tracks (2003)
- Warriors (2003)
- Tracks 2 (2003)
- Gold Dates (2004)
- Almighty blues (2004)
- Wishbone Ash live on XM-satellite radio (2006)
- Tracks 3 (2007)
- Live in Hamburg (2007)
- Argus: Then Again Live (2008)
- Wishbone Ash Live in London (2009)
- Performence (2011)

- Bibsys: 5000055
- Bibliothèque nationale de France: cb140301714 (data)
- Gemeinsame Normdatei: 1295479915
- Library of Congress Control Number: no2017075370
- MusicBrainz: d1d84e61-6fa8-406e-b983-4bab93e43905
- Nationale Bibliotheek van Israël: 987007364137005171
- Nederlandse Thesaurus van Auteursnamen: 166915718
- Réseau des bibliothèques de Suisse occidentale: 02-A003708769
- Système universitaire de documentation: 255065221
- Virtual International Authority File: 6276149719116711130008